# TomSka
Thomas James Ridgewell dit TomSka est un comédien et vidéaste britannique, né le 27 juin 1990, connu principalement pour sa série asdfmovie, une série de sketchs animés à l'humour noir et absurde,,.

## Biographie
Dès l'enfance, Thomas s'essaie à la création de courts métrages en utilisant la caméra de ses parents. Peu après l'apparition de YouTube, il crée CakeBomb, un site web où il poste ses vidéos, accompagné de ses amis Edd Gould, Matt Hargreaves, Christopher Bingham ainsi que les premiers épisodes de sa série la plus connue asdfmovie. Il fait ses études à l'Université de Lincoln, dont il ressort diplômé.

### asdfmovie
asdfmovie est la web-série animée en 2D créée en 2008 par TomSka. ASDF est une abréviation pop-culturelle pour Angry, Sullen, Depressed and Frustrated (Furieux, Triste, Déprimé et Frustré), ce sont également les quatre premières lettres de la seconde ligne alphabétique du clavier QWERTY.
Quinze épisodes sont sortis entre 2008 et 2024. Chacun comporte plusieurs pastilles courtes, montées à un rythme très rapide, sur un humour noir et absurde, avec des personnages récurrents dont certains auront par la suite une chanson dédiée, écrite par TomSka et Todd "LilDeuceDeuce" Bryanton (I Like Trains, Mine Turtle, Everybody Do The Flop, Beep Beep I'm A Sheep et The Muffin Song). Il existe aussi d'autres épisodes qui regroupent les scènes que Tomska a préféré supprimer de ses vidéos : Les scènes coupées d'asdfmovie. Il les a supprimées soit parce qu'elles n'étaient pas drôles, soit trop longues.
Le 14 août 2019, Thomas Ridgewell s'associe à l'entreprise de création de jeux de société Big Potato et annonce l'ouverture d'une campagne pour financer son projet de jeu de cartes Muffin Time sur l'univers de la série par le biais de la plateforme Kickstarter. Avec plus d'un million de livres sterling engagées par 25 545 contributeurs, la campagne est un succès.

### Autres vidéos
En 2012, il reprend la production de la série d'animation Eddsworld après la mort du créateur et ami de Ridgewell, Edd Gould. Il quitte le poste en 2016 et rend le contrôle à la famille de Gould. En 2013, Ridgewell apparaît dans la première Comedy Week de YouTube. 
Ridgewell a une chaîne YouTube secondaire, Tomska and Friends (Anciennement DarkSquidge), créée en octobre 2007, où il poste des vidéos de coulisses, des vlogs ainsi que l'emission Try Hards, qu'il co-anime avec Eddie Bowley et Elliot Gough.

## Vie personnelle
(octobre 2019).
Thomas Ridgewell avait une sœur jumelle, Amelia, née prénatalement après que leur mère a été blessée dans un accident de voiture. Son prénom, Thomas, renvoie d'ailleurs à twin.
Il a grandi comme Témoin de Jéhovah mais ne pratique plus.

## Crédits
- (en) Cet article est partiellement ou en totalité issu de l’article de Wikipédia en anglais intitulé « TomSka » (voir la liste des auteurs).